# St. Benedikt (Ilsenburg)

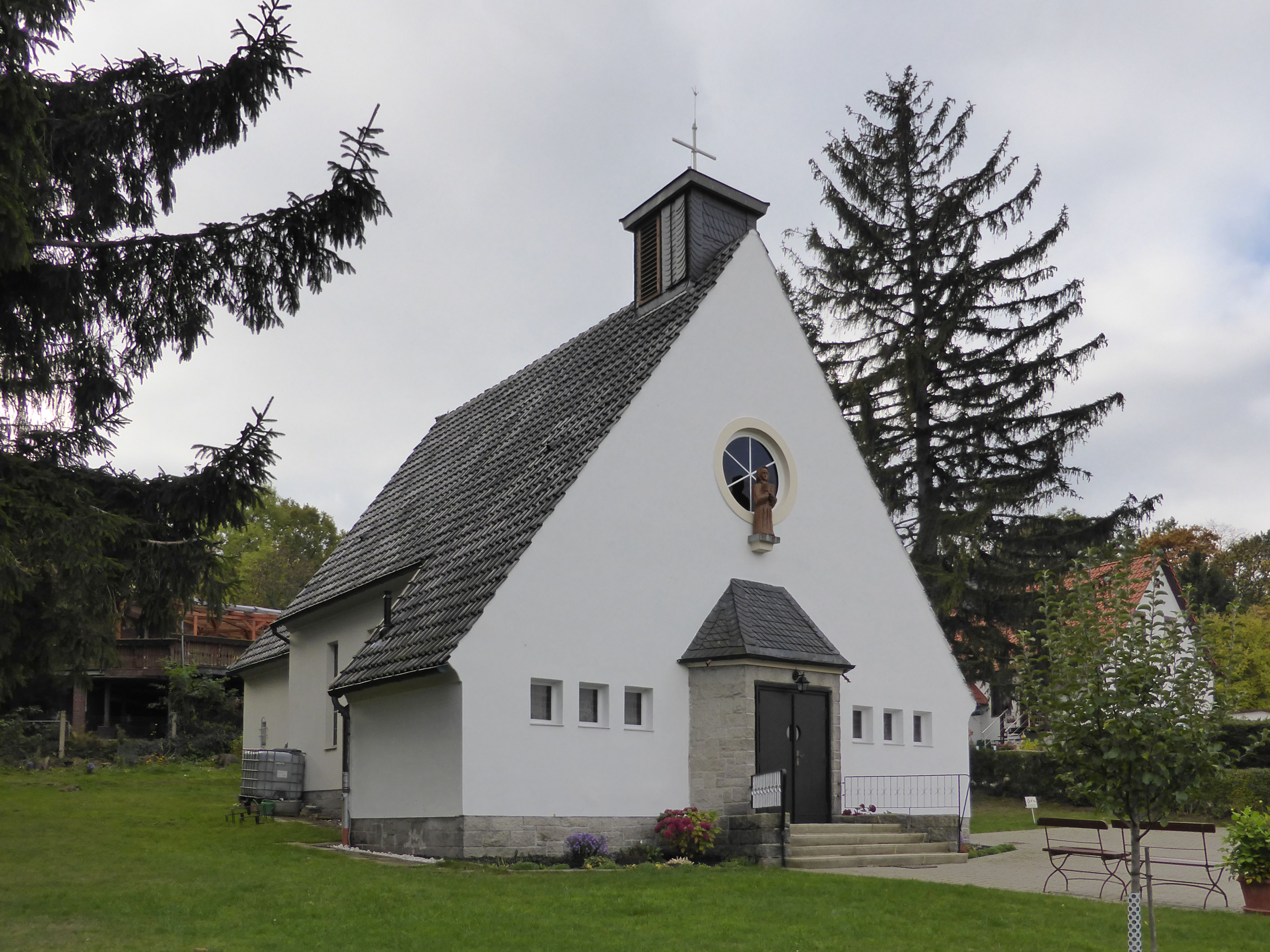
Außenansicht

Die Kirche Sankt Benedikt ist die römisch-katholische Kirche in Ilsenburg (Harz), einer Stadt im Landkreis Harz in Sachsen-Anhalt. Sie gehört zur Pfarrei St. Bonifatius mit Sitz in Wernigerode, im Dekanat Halberstadt, und ist die westlichste Kirche des Bistums Magdeburg.

## Geschichte
995 weihte König Otto III. in Ilsenburg die St.-Vitus-Kapelle ein. Sein Nachfolger Heinrich II., an den in der heutigen St.-Benedikt-Kirche Buntglasfenster erinnern, übergab 1003 die Elysynaburg an Arnulf von Halberstadt, den Bischof des Bistums Halberstadt. Um 1010 entstand aus ihr das Benediktinerkloster mit der Kirche St. Peter und Paul, der 1131 die nahegelegene Marienkirche folgte. 1547 wurde in Ilsenburg die Reformation eingeführt, mit der das Kloster aufgehoben und die Marienkirche evangelisch wurde.
Im Zuge der Industrialisierung ließen sich um 1900 wieder Katholiken in Ilsenburg nieder, die von Geistlichen der St.-Katharinen-Kirche in Halberstadt betreut wurden. Die Gottesdienste fanden zunächst im Hotel Ilsestein (der Familie Herzig) statt, später im evangelischen Gemeindehaus. Durch die französische Ruhrbesetzung kamen 1923 eine größere Zahl von Katholiken in den Raum Ilsenburg.
1932 wurde das Kirchbaugrundstück gekauft, und am 1. September 1934 folgte der Erste Spatenstich. Bereits am 7. Oktober 1934 erfolgte die Grundsteinlegung, und am 31. März 1935 wurde die neue Kirche durch Dechant Brandt benediziert. Die Kirche bekam in Erinnerung an das untergegangene Benediktinerkloster in Ilsenburg das Patrozinium des heiligen Benedikt von Nursia, dem Gründer des Benediktinerordens. Auch die Kirchengemeinde aus Wernigerode unterstützte den Bau, Geistliche aus Wernigerode hielten zunächst die Gottesdienste in Ilsenburg. Vom 17. September 1940 an wurden in Ilsenburg katholische Kirchenbücher geführt.
Durch die Flucht und Vertreibung Deutscher aus Mittel- und Osteuropa 1945–1950 erhöhte sich in Ilsenburg die Zahl der Katholiken so stark, dass am 1. Juni 1945 die katholische Kirchengemeinde Ilsenburg gegründet wurde. Ludolf Leclaire, als Vikar in Wernigerode tätig, zog am 4. Juni 1945 nach Ilsenburg um. Am 1. Oktober 1948 wurde die Kirchengemeinde Ilsenburg zur Filialkirchengemeinde (Pfarrvikarie) St. Benedikt mit eigener Vermögensverwaltung und Kirchenvorstand erhoben.
Nach einer Renovierung der Kirche wurde am 1. November 2003 durch den damaligen Weihbischof Gerhard Feige ein geänderter Altar geweiht, auch Ambo und Tabernakel wurden erneuert. Damals gehörten 440 Katholiken zur  Pfarrvikarie Ilsenburg.
Am 1. Juli 2007 erfolgte die Gründung eines die römisch-katholischen Gemeinden in Elbingerode, Hessen, Ilsenburg, Osterwieck, Wasserleben, Wernigerode und Zilly umfassenden Gemeindeverbundes. Damals gehörten rund 330 Katholiken zur Pfarrvikarie Ilsenburg. Aus dem Gemeindeverbund entstand am 2. Mai 2010 die Pfarrei „St. Bonifatius“ mit Sitz in Wernigerode, die Pfarrvikarie Ilsenburg wurde in diesem Zusammenhang aufgehoben. Die Volkszählung in der Europäischen Union 2011 zeigte, dass von den 9.588 Einwohnern der Stadt Ilsenburg 243 der römisch-katholischen Kirche angehörten, was etwa 2,5 % entspricht. Die Mehrheit der Einwohner gehörte keiner Religionsgemeinschaft an.

## Architektur und Ausstattung
Die in rund 270 Meter Höhe über dem Meeresspiegel gelegene Kirche steht an der Schloßstraße, an der Ecke zur Straße Am Großen Garten. Das Gotteshaus wurde nach Plänen des Architekten Wilhelm Ulrich aus Halle (Saale) erbaut. Die Benedikt-Statue vor dem Oculus über dem Eingangsportal wurde 2015 aufgestellt.
In der Nordwand der Kirche befindliche Buntglasfenster sind den heiligen Heinrich II. und Benedikt gewidmet, ein Kruzifix mit Darstellungen der vier Evangelistensymbole hat über der Eingangstür seinen Platz. Vor einer Kopie des Gnadenbildes Unserer Lieben Frau von der immerwährenden Hilfe können Opferkerzen aufgestellt werden. Das Kirchengestühl lässt einen Mittelgang frei und bietet 48 Sitzplätze. An den Seitenwänden befinden sich 14 Kreuzwegstationen, die als Holzreliefs ausgeführt sind. An der Rückwand des Altarraums sind ein Hängekreuz sowie eine Statue der heiligen Hedwig von Andechs angebracht, die aus einem ehemaligen Ilsenburger Kinderheim stammt. Der Tabernakel ist in eine Mauerecke eingelassen.